# Coupe d'Italie de rugby à XV 2016-2017
Navigation
Trofeo Eccellenza 2015-2016 Trofeo Eccellenza 2017-2018
La Coupe d'Italie de rugby à XV 2016-2017 oppose les équipes italiennes du Championnat d'Italie de rugby à XV, moins celles qui participent aux qualifications de l'European Rugby Challenge Cup 2016-2017. Cette compétition a été remodelée par la Fédération italienne de rugby à XV pour permettre aux clubs ne disputant pas l'European Rugby Challenge Cup de rester en activité. Ce mini-championnat est composé de deux groupes de trois équipes dont les vainqueurs s'opposent lors d'une finale.

## Participants
| Groupe A - Rugby Viadana - Amatori Rugby San Donà - Rugby Lyons Piacenza | Groupe B - Rugby Reggio - Lazio Rugby 1927 - Fiamme Oro Rugby |  |

## Groupe A

### Classement
| Rang | Club           | J | V | N | D | Bo | Bd | Pm | Pe | Diff | Pts |
| ---- | -------------- | - | - | - | - | -- | -- | -- | -- | ---- | --- |
| 1    | Rugby Viadana  | 2 | 2 | 0 | 0 | 1  | 0  | 70 | 21 | +49  | 9   |
| 2    | Lyons Piacenza | 2 | 1 | 0 | 1 | 0  | 0  | 21 | 50 | -29  | 4   |
| 3    | San Donà       | 2 | 0 | 0 | 2 | 0  | 0  | 31 | 51 | -20  | 0   |

|  | Qualifié pour la finale (no 1) |

### Détails des matchs
| 16 octobre 2016 | Rugby Viadana | 40 - 0 | Rugby Lyons Piacenza |  |
| 16 octobre 2016 |               |        |                      |  |
| 16 octobre 2016 |               |        |                      |  |

| 23 octobre 2016 | Rugby Lyons Piacenza | 21 - 10 | Amatori Rugby San Donà |  |
| 23 octobre 2016 |                      |         |                        |  |
| 23 octobre 2016 |                      |         |                        |  |

| 11 décembre 2016 | Amatori Rugby San Donà | 21 - 30 | Rugby Viadana |  |
| 11 décembre 2016 |                        |         |               |  |
| 11 décembre 2016 |                        |         |               |  |

## Groupe B

### Classement
| Rang | Club       | J | V | N | D | Bo | Bd | Pm | Pe | Diff | Pts |
| ---- | ---------- | - | - | - | - | -- | -- | -- | -- | ---- | --- |
| 1    | Fiamme Oro | 2 | 2 | 0 | 0 | 0  | 0  | 31 | 10 | +21  | 8   |
| 2    | SS Lazio   | 2 | 1 | 0 | 1 | 1  | 0  | 39 | 40 | -1   | 5   |
| 3    | Reggio     | 2 | 0 | 0 | 2 | 1  | 0  | 31 | 51 | -20  | 1   |

|  | Qualifié pour la finale (no 1) |

### Détails des matchs
| 16 octobre 2016 | Rugby Reggio | 7 - 15 | Fiamme Oro Rugby |  |
| 16 octobre 2016 |              |        |                  |  |
| 16 octobre 2016 |              |        |                  |  |

| 23 octobre 2016 | Fiamme Oro Rugby | 16 - 3 | Lazio Rugby 1927 |  |
| 23 octobre 2016 |                  |        |                  |  |
| 23 octobre 2016 |                  |        |                  |  |

| 11 décembre 2016 | Lazio Rugby 1927 | 36 - 24 | Rugby Reggio |  |
| 11 décembre 2016 |                  |         |              |  |
| 11 décembre 2016 |                  |         |              |  |

## Finale
| 1er avril 2017 15 h 30 | Rugby Viadana                                                  | 27 - 20 (17 - 6) | Fiamme Oro Rugby             | Stadio Mario Lodigiani, Florence 1 200 spectateurs Arbitre : Giuseppe Vivarini |
| 1er avril 2017 15 h 30 | Essai(s) : 3 Transformation(s) : 3 Pénalité(s) : 1 Drop(s) : 1 |                  | Essai(s) : 1 Pénalité(s) : 5 | Stadio Mario Lodigiani, Florence 1 200 spectateurs Arbitre : Giuseppe Vivarini |
| 1er avril 2017 15 h 30 |                                                                |                  |                              | Stadio Mario Lodigiani, Florence 1 200 spectateurs Arbitre : Giuseppe Vivarini |